# 尤寧格羅夫鎮區 (北卡羅萊納州艾爾代爾縣)
尤寧格羅夫鎮區（英語：Union Grove Township）是位於美國北卡羅萊納州艾爾代爾縣的一個鎮區。

## 地方資料
尤寧格羅夫鎮區的面積為80.60平方千米，當中陸地面積為80.10平方千米，而水域面積為0.50平方千米。根據2020年美國人口普查的數據，當地共有人口2355人，而人口密度為每平方千米29.22人。